# Anđela Bulatović
Anđela (Dragutinović) Bulatović född den 15 januari 1987 i Titograd, nuvarande Podgorica, i Jugoslavien, är en tidigare montenegrinsk handbollsspelare nu tränare.

## Klubbkarriär
Bulatović började spela i den montenegrinska klubben ŽRK Budućnost. Med Budućnost vann hon cupvinnarcupen i handboll 2006 och 2010, och EHF Champions League 2012, Hon vann också flera montenegrinska cup- och mästerskapstitlar. Säsongen 2013-2014 hade Bulatović kontrakt med den slovenska klubben RK Krim, med vilken hon vann den nationella dubbeln.Hon spelade sedan i den ryska klubben GK Rostov-Don. Med Rostov vann hon det ryska mästerskapet och den ryska cupen 2015. Sommaren 2015 flyttade hon till den ungerska klubben Érd VSE. Sommaren 2018 återvände hon till ŽRK ŽRK Budućnost. Med Budućnost vann hon mästerskapet och montenegrinska cupen 2019. Hon avslutade sin karriär 2019.

## Landslagskarriär
Bulatović tillhörde Montenegros damlandslag i handboll. Hon representerade Montenegro vid världsmästerskapet i handboll för damer 2011. Hon tog OS-silver i damernas turnering i samband med de olympiska handbollstävlingarna 2012 i London. I december 2012 vann hon europamästerskapet i handboll för damer 2012 med Montenegro. Hon deltog även vid olympiska sommarspelen 2016 i Rio de Janeiro.

## Tränare
Bulatović har tränat andralaget i ŽRK Budućnost sedan första kvartalet 2021. Från 2022 har hon också varit assisterande tränare för det montenegrinska U-20-laget.